# SM UC-38
SM UC-38 – niemiecki podwodny stawiacz min z okresu I wojny światowej, jedna z 64 zbudowanych jednostek typu UC II. Zwodowany 5 czerwca 1916 roku w stoczni Blohm & Voss w Hamburgu, został przyjęty do służby w Kaiserliche Marine 19 października 1916 roku. Przebazowany w 1917 roku na Morze Śródziemne został nominalnie wcielony w skład Kaiserliche und Königliche Kriegsmarine pod nazwą U-78, pływając w składzie Flotylli Pola. W czasie służby operacyjnej okręt odbył 9 patroli bojowych, w wyniku których zatonęło 40 statków o łącznej pojemności 53 000 BRT i trzy okręty o łącznej wyporności 9308 ton, w tym krążownik „Châteaurenault”, a trzy statki o łącznej pojemności 13 352 BRT zostały uszkodzone. SM UC-38 został zatopiony 14 grudnia 1917 roku na Morzu Jońskim przez francuskie niszczyciele „Mameluk” i „Lansquenet”.

## Projekt i budowa
Sukcesy pierwszych niemieckich podwodnych stawiaczy min typu UC I, a także niedostatki tej konstrukcji skłoniły dowództwo Cesarskiej Marynarki Wojennej z admirałem von Tirpitzem na czele do działań mających na celu budowę nowego, znacznie większego i doskonalszego typu okrętów podwodnych. Opracowany latem 1915 roku projekt okrętu, oznaczonego później jako typ UC II, tworzony był równolegle z projektem przybrzeżnego torpedowego okrętu podwodnego typu UB II. Głównymi zmianami w stosunku do poprzedniej serii były: instalacja wyrzutni torpedowych i działa pokładowego, zwiększenie mocy i niezawodności siłowni oraz wzrost prędkości i zasięgu jednostki, kosztem rezygnacji z możliwości łatwego transportu kolejowego (ze względu na powiększone rozmiary).
SM UC-38 zamówiony został 20 listopada 1915 roku jako piąta jednostka z II serii okrętów typu UC II (numer projektu 41, nadany przez Inspektorat U-Bootów), w ramach wojennego programu rozbudowy floty . Został zbudowany w stoczni Blohm & Voss w Hamburgu jako jeden z 24 okrętów typu UC II zamówionych w tej wytwórni. UC-38 otrzymał numer stoczniowy 279 (Werk 279)  . Stępkę okrętu położono w 1915 roku , a zwodowany został 5 czerwca 1916 roku. Koszt budowy okrętu wyniósł 1 mln 983 tys. marek.

## Dane taktyczno-techniczne
SM UC-38 był średniej wielkości przybrzeżnym okrętem podwodnym o konstrukcji dwukadłubowej. Długość całkowita wynosiła 50,4 metra, szerokość 5,22 metra i zanurzenie 3,65 metra (wykonany ze stali kadłub sztywny miał 39,3 metra długości i 3,65 metra szerokości) . Wysokość (od stępki do szczytu kiosku) wynosiła 7,46 metra . Wyporność w położeniu nawodnym wynosiła 427 ton, a w zanurzeniu 509 ton. Jednostka miała wysoki, ostry dziób przystosowany do przecinania sieci przeciwpodwodnych; do jej wnętrza prowadziły trzy luki, zlokalizowane przed kioskiem, w kiosku i w części rufowej, prowadzący do maszynowni . Cylindryczny kiosk miał średnicę 1,4 metra i wysokość 1,8 metra, obudowany był opływową osłoną . Okręt napędzany był na powierzchni przez dwa 6-cylindrowe, czterosuwowe silniki wysokoprężne MAN S6V26/36 o łącznej mocy 600 KM, a pod wodą poruszał się dzięki dwóm silnikom elektrycznym SSW o łącznej mocy 460 KM. Dwa wały napędowe obracały dwie śruby wykonane z brązu manganowego (o średnicy 1,9 metra i skoku 0,9 metra) . Okręt osiągał prędkość 11,9 węzła na powierzchni i 6,8 węzła w zanurzeniu. Zasięg wynosił 10 100 Mm przy prędkości 7 węzłów w położeniu nawodnym oraz 54 Mm przy prędkości 4 węzłów pod wodą. Zbiorniki mieściły 63 tony paliwa, a energia elektryczna magazynowana była w dwóch bateriach akumulatorów 26 MAS po 62 ogniwa, zlokalizowanych pod przednim i tylnym pomieszczeniem mieszkalnym załogi. Okręt miał siedem zewnętrznych zbiorników balastowych . Dopuszczalna głębokość zanurzenia wynosiła 50 metrów , a czas zanurzenia 40 s.
Głównym uzbrojeniem okrętu było 18 min kotwicznych typu UC/200 w sześciu skośnych szybach minowych o średnicy 100 cm, usytuowanych w podwyższonej części dziobowej jeden za drugim w osi symetrii okrętu, pod kątem do tyłu (sposób stawiania – „pod siebie”). Układ ten powodował, że miny trzeba było stawiać na zaplanowanej przed rejsem głębokości, gdyż na morzu nie było do nich dostępu (co znacznie zmniejszało skuteczność okrętów). Uzbrojenie uzupełniały dwie zewnętrzne wyrzutnie torped kalibru 500 mm (umiejscowione powyżej linii wodnej na dziobie, po obu stronach szybów minowych), jedna wewnętrzna wyrzutnia torped kal. 500 mm na rufie (z łącznym zapasem 7 torped) oraz umieszczone przed kioskiem działo pokładowe kal. 88 mm L/30, z zapasem amunicji wynoszącym 130 naboi . Okręt wyposażony był w dwa peryskopy Zeissa: wachtowy i bojowy oraz radiostację z podnoszonym masztem o wysokości 10 metrów. Wyposażenie uzupełniała kotwica grzybkowa o masie 272 kg .
Załoga okrętu składała się z 3 oficerów oraz 23 podoficerów i marynarzy.

## Służba

### 1916 rok
19 października 1916 roku dowództwo UC-38 objął por. mar. (niem. Oberleutnant zur See) Alfred Klatt, dowodzący wcześniej UC-14 . Tego dnia okręt został przyjęty do służby w Cesarskiej Marynarce Wojennej.

### 1917 rok
Po okresie szkolenia UC-38 otrzymał rozkaz udania się na Morze Śródziemne i po przybyciu 23 stycznia 1917 roku do Cattaro włączono go do składu Flotylli Pola (niem. U-Flottille Pola) . Okręt nominalnie wcielono do K.u.K. Kriegsmarine pod nazwą U-78, jednak załoga pozostała niemiecka. Z dniem 1 lutego, rozkazem szefa sztabu admiralicji niemieckiej z 12 stycznia tego roku, U-Booty należące do czterech flotylli Hochseeflotte, Flotylli Flandria i Flotylli Pola rozpoczęły nieograniczoną wojnę podwodną.
Pierwszą misję bojową U-Boot przeprowadził w dniach 13 lutego – 6 marca 1917 roku, kiedy to na Morzu Tyrreńskim postawił dwie zagrody składające się łącznie z 18 min. 16 lutego 1917 roku pierwszą ofiarą UC-38 został zbudowany w 1912 roku grecki parowiec „Laertis” (3914 BRT), płynący z Genui do La Goulette, który został zatopiony nieopodal Marettimo . Trzy dni później okręt podwodny zatopił pochodzący z 1888 roku włoski parowiec „Quinto” (1796 BRT), który zatonął bez strat ludzkich na południe od Rzymu . 20 lutego załoga U-Boota odniosła kolejny sukces, topiąc na południowy wschód od Elby (na pozycji 42°11′N 11°22′E/42,183333 11,366667) zbudowany w 1887 roku norweski parowiec „Doravore” (2760 BRT), który płynął z ładunkiem rudy cynku i drobnicy z Genui do Naples (załoga ocalała) . Dwa dni później lista sukcesów UC-38 powiększyła się o sześć zatopionych jednostek: na pozycji 41°46′N 9°37′E/41,766667 9,616667 został zatrzymany i po zejściu załogi zatopiony ogniem artyleryjskim zbudowany w 1874 roku włoski drewniany bark „Adelina” (528 BRT) ; ten sam los spotkał zbudowaną w 1913 roku włoską barkentynę „Ape” o pojemności 301 BRT, zatopioną na pozycji 41°50′N 9°37′E/41,833333 9,616667 . Tego dnia ofiarami U-Boota zostały też trzy mniejsze włoskie żaglowce: „Giovanni P.” (105 BRT), który został zatopiony na wschód od Solenzary  oraz „Michielino” i „Vincenzino” (po 20 BRT), które zatonęły po wejściu na postawione przez U-Boota miny na Morzu Tyrreńskim  . Szóstą zatopioną 22 lutego jednostką został zbudowany w 1893 roku drewniany włoski bark „San Michele” (583 BRT), zatrzymany i zatopiony ogniem artyleryjskim na pozycji 41°40′N 9°40′E/41,666667 9,666667 . W dniach 24–27 lutego załoga UC-38 dopisała do listy zwycięstw kolejne trzy włoskie żaglowce: zbudowaną w 1903 roku drewnianą barkentynę „Albina” (187 BRT), która zatonęła na pozycji 40°39′N 9°58′E/40,650000 9,966667  oraz dwie jednostki – „Elena M.” (125 BRT) i „S. Ciro Palmerino” (113 BRT), które zatonęły na północny zachód od Palermo  .
21 marca jednostka udała się na drugi patrol bojowy, ponownie stawiając na wodach Morza Tyrreńskiego 18 min w czterech zagrodach. 24 marca w Cieśninie Maltańskiej UC-38 zatopił mały włoski żaglowiec „Emanuela” o pojemności 16 BRT . 31 marca załoga okrętu podwodnego w odległości 5 Mm od Anzio (na pozycji 41°28′N 12°26′E/41,466667 12,433333) zatopiła bez ostrzeżenia za pomocą torpedy pochodzący z 1894 roku uzbrojony brytyjski parowiec „Brodness” (5736 BRT), który płynął z Genui do Port Saidu pod balastem (załoga ocalała)  . Następnego dnia na pozycji 41°51′N 11°22′E/41,850000 11,366667 ten sam los spotkał zbudowany w 1899 roku uzbrojony brytyjski parowiec „Warren” (3709 BRT), który przewoził ładunek zboża i drobnicy z Karaczi do La Spezia. W wyniku ataku zginęło trzech marynarzy, a kapitan statku został wzięty do niewoli  . 2 kwietnia ofiarą U-Boota został też włoski holownik „Filicudi” (257 BRT), który zatonął po wejściu na minę nieopodal Trapani . Nazajutrz u wschodnich wybrzeży Sardynii UC-38 napotkał cztery włoskie żaglowce o łącznej pojemności 728 BRT, które zostały zatrzymane i po ewakuacji załóg zatopione . Trzy z nich płynęły z ładunkiem fosfatów z Tunisu do Livorno („Annunziata A”, „Caterina R.” i „Domenico”)   , a czwarty – „Nuova Maria Di Porto Salvo” – przewoził transport dachówek . 12 kwietnia nieopodal Santa Flavia na postawioną przez U-Boota w dniu 26 marca minę wszedł zbudowany w 1902 roku włoski parowiec „Monviso” o pojemności 4020 BRT. Statek, płynący z ładunkiem zboża i mięsa z Palermo do Civitavecchia nie zatonął, doznając jedynie uszkodzeń . Okręt powrócił do bazy 13 kwietnia.
13 czerwca U-Boot storpedował bez ostrzeżenia zbudowany w 1906 roku uzbrojony brytyjski parowiec „St. Andrews” (3613 BRT), przewożący z Karaczi do Marsylii ładunek zboża. Statek zatonął 4 Mm na zachód od Teulady tracąc trzech członków załogi  . 15 czerwca więcej szczęścia miały dwa alianckie statki: zbudowany w 1913 roku brytyjski parowiec „Elvaston” (4130 BRT), płynący z ładunkiem fasoli na trasie Famagusta – Cette, który jedynie doznał uszkodzeń w wyniku trafienia torpedą 3 Mm na południowy wschód od Taorminy (w wyniku eksplozji na pokładzie statku zginęło trzech marynarzy)  oraz pochodzący także z 1913 roku francuski parowiec „Saint Louis V” (5202 BRT), uszkodzony wystrzeloną z U-Boota torpedą nieopodal Taorminy . Skuteczny był natomiast trzeci tego dnia atak – jego ofiarą padł zbudowany w 1902 roku brytyjski parowiec „Pasha” o pojemności 5930 BRT, płynący z Karaczi do La Spezia z ładunkiem zboża. Statek został storpedowany bez ostrzeżenia w Cieśninie Mesyńskiej (na pozycji 37°52′N 15°27′E/37,866667 15,450000), a śmierć poniosło trzech załogantów  .
12 lipca załoga U-Boota odniosła kolejny sukces, topiąc zbudowany w 1912 roku amerykański parowiec „Grace” (1861 BRT), który transportował ropę naftową z Nowego Jorku do Salonik. W katastrofie, do której doszło nieopodal wyspy Andros (na pozycji 38°11′N 24°41′E/38,183333 24,683333), zginęły trzy osoby . 15 lipca na Morzu Egejskim łupem UC-38 padły dwa niewielkie greckie żaglowce o łącznej pojemności 30 BRT (o oznaczeniach L.B.S. 29 i L.B.S. 1011)  oraz brytyjski okręt łącznikowy HMS „Redbreast” (1313 ton), na którego pokładzie zginęły 44 osoby, a jedna trafiła do niewoli . 16 lipca okręt podwodny storpedował bez ostrzeżenia zbudowany w 1915 roku uzbrojony brytyjski parowiec „Firfield” (4029 BRT), przewożący pocztę na trasie z Salonik do Port Saidu. Statek zatonął bez strat w ludziach na pozycji 37°42′N 25°47′E/37,700000 25,783333  . Tego samego dnia na pozycji 37°52′N 25°40′E/37,866667 25,666667 został zatrzymany i zatopiony mały grecki żaglowiec o pojemności 20 BRT . 17 lipca UC-38 zatopił w ataku torpedowym brytyjski pomocniczy trałowiec HMS „Newmarket” o wyporności 833 ton. Do zdarzenia doszło na pozycji 37°17′N 26°15′E/37,283333 26,250000, a na pokładzie okrętu śmierć poniosło 70 osób (trzech ocalałych zostało podjętych przez napastnika i trafiło do niewoli) . Następnego dnia na Morzu Egejskim załoga U-Boota zatopiła też niewielki grecki żaglowiec K.507 (40 BRT) .

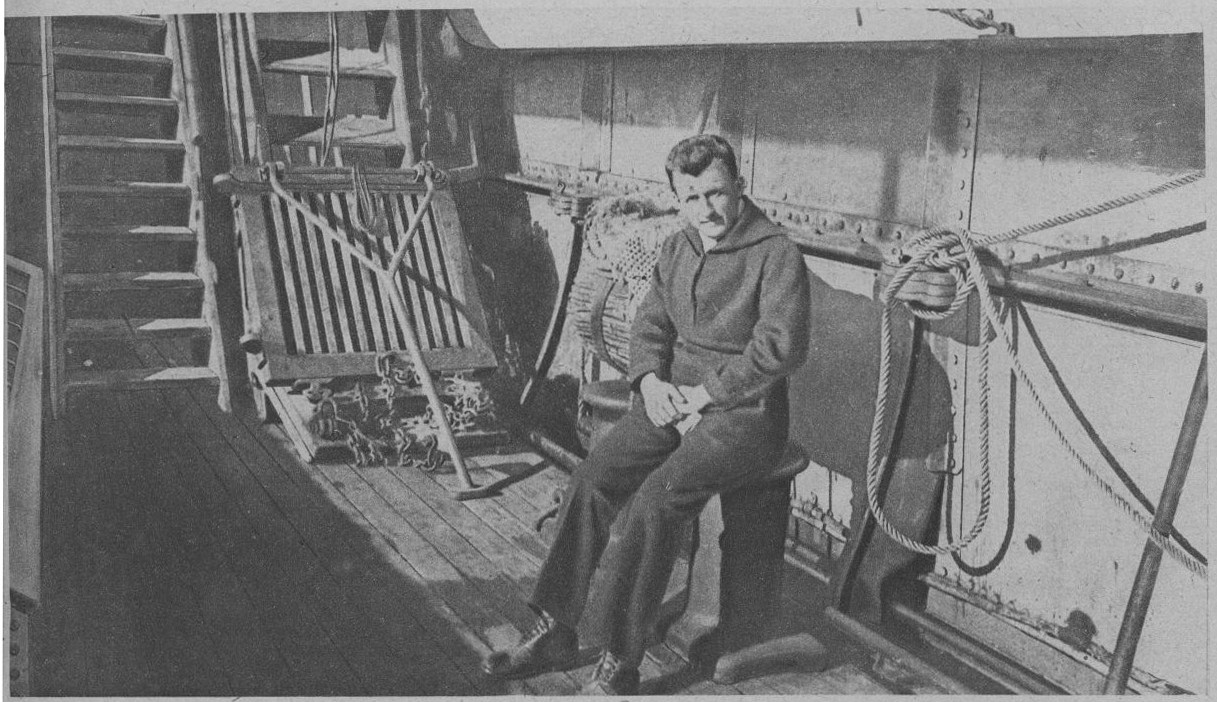
Ostatni dowódca U-Boota Hermann Wendlandt po wzięciu do niewoli, na pokładzie jednostki alianckiej

5 sierpnia 1917 roku nowym dowódcą UC-38 został por. mar. Hans Hermann Wendlandt . Pierwsze sukcesy pod jego dowództwem załoga U-Boota odniosła 28 sierpnia, gdy w Cieśninie Mesyńskiej został zatopiony włoski żaglowiec „Pasqualino Carmela” o pojemności 61 BRT , a na minie postawionej na tych wodach zatonął zbudowany w 1896 roku włoski prom „Scilla” (397 BRT) . Nazajutrz okręt storpedował bez ostrzeżenia nowy, zbudowany w 1917 roku uzbrojony brytyjski parowiec „Vronwen” (5714 BRT), transportujący węgiel na trasie z Newcastle upon Tyne do Port Saidu. Statek zatonął ze stratą jednego członka załogi na pozycji 36°12′N 13°56′E/36,200000 13,933333  .
Na kolejne sukcesy załoga okrętu musiała czekać niemal miesiąc: 22 września na zachód od Krety zatrzymano i zatopiono zbudowany w 1890 roku grecki drewniany bark „Garifaglia” o pojemności 430 BRT (na pozycji 34°57′N 22°14′E/34,950000 22,233333) , a następnego dnia ten sam los spotkał pochodzący z 1907 roku grecki drewniany szkuner „Agios Nicolaos” (119 BRT), zatopionego ogniem artyleryjskim na pozycji 35°33′N 23°28′E/35,550000 23,466667 . 27 października U-Boot wyszedł z Cattaro na kolejny patrol, stawiając sześć zagród minowych w Zatoce Patraskiej. 3 listopada UC-38 zatopił na zachód od Krety (na pozycji 34°57′N 22°16′E/34,950000 22,266667) zbudowany w 1912 roku grecki parowiec „Nefeli” (3868 BRT), płynący z Karaczi do Syrakuz . Cztery dni później U-Boot na pozycji 34°34′N 27°06′E/34,566667 27,100000 zatopił pochodzący z 1892 roku amerykański parowiec „Villemer” o pojemności 3627 BRT, który płynął z Barcelony do Singapuru (na pokładzie statku śmierć poniosło dwóch członków załogi) . 11 listopada UC-38 znalazł się na redzie Gazy, gdzie pod osłoną sieci zagrodowych i 20 uzbrojonych trawlerów cumowały cztery monitory, trzy niszczyciele i okręt-baza wodnosamolotów. Jednostka od północy ominęła sieci zagrodowe i po zapadnięciu ciemności zbliżyła się do nieprzyjacielskich okrętów, wystrzeliwując o 19:36 dwie torpedy. Jedna z nich spowodowała zagładę brytyjskiego monitora HMS M15 o wyporności 540 ton (na jego pokładzie zginęło 26 marynarzy), a druga trafiła brytyjski niszczyciel HMS „Staunch” (750 ton), który zatonął ze stratą ośmiu członków załogi  . Powracając okręt zatopił 14 listopada dwa małe greckie żaglowce o łącznej pojemności 34 BRT: „Panormitis” (na pozycji 34°53′N 25°48′E/34,883333 25,800000) i „Panaghia” (na pozycji 34°41′N 25°55′E/34,683333 25,916667)  .

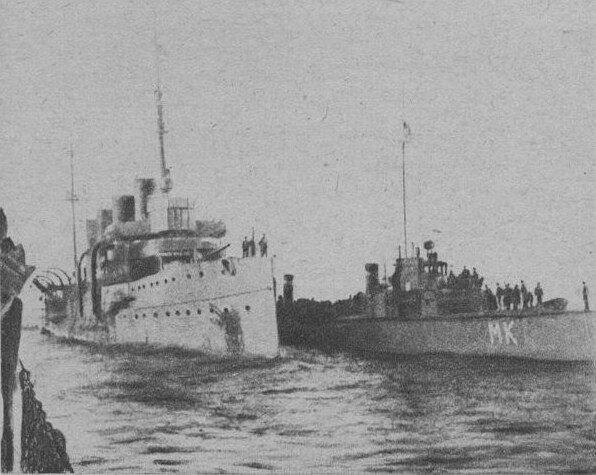
Storpedowany krążownik „Châteaurenault” przed zatonęciem, przy nim pogromca U-Boota – niszczyciel „Mameluk”

1 grudnia UC-38 wyszedł z Cattaro na swoją ostatnią misję, udając się ponownie w kierunku Zatoki Patraskiej, gdzie postawił zagrodę minową. 5 grudnia na jedną z min wszedł francuski uzbrojony trawler „Tubereuse” (183 tony). Na pokładzie zatopionej jednostki zginęło 24 członków załogi . 12 grudnia UC-38 niecelnie atakował torpedą francuski krążownik „D’Entrecasteaux” służący jako transportowiec wojska. 14 grudnia patrolujący rejon wyspy Kefalinia U-Boot wystrzelił dwie celne torpedy w kierunku francuskiego krążownika pancernopokładowego „Châteaurenault” o wyporności 8018 ton, transportującego wojsko, który zatonął na pozycji 38°15′N 20°22′E/38,250000 20,366667 . Eskortujące krążownik niszczyciele podjęły kontratak bombami głębinowymi, w wyniku którego okręt podwodny został uszkodzony i osiadł na dnie na głębokości 30 metrów. Gdy po godzinie załodze udało się naprawić uszkodzenia i wynurzyć okręt, został na powierzchni zaatakowany i zatopiony ogniem artylerii niszczycieli „Mameluk” i „Lansquenet”. W wyniku ostrzału na pokładzie U-Boota zginęło ośmiu członków załogi (nazajutrz jeszcze jeden – por. mar. Bock – zmarł w szpitalu), uratowanych zostało 19 osób . Okręt zatonął na pozycji 38°32′N 20°34′E/38,533333 20,566667 lub 38°15′N 20°22′E/38,250000 20,366667 .

### Podsumowanie działalności bojowej
SM UC-38 wykonał łącznie dziewięć misji bojowych, podczas których za pomocą min, torped, działa pokładowego i ładunków wybuchowych zatopił 40 statków o łącznej pojemności 53 000 BRT i trzy okręty o łącznej wyporności 9308 ton (w tym francuski krążownik „Châteaurenault” o wyporności 8018 ton), a trzy statki o łącznej pojemności 13 352 BRT zostały uszkodzone . Na pokładach zatopionych i uszkodzonych jednostek zginęło co najmniej 259 osób, w tym 70 na brytyjskim pomocniczym trałowcu HMS „Newmarket”  . Pełne zestawienie zadanych przez niego strat przedstawia poniższa tabela :
| Data              | Nazwa                        | Państwo           | Tonaż       | Skutek ataku |
| ----------------- | ---------------------------- | ----------------- | ----------- | ------------ |
| 16 lutego 1917    | „Laertis”                    | Królestwo Grecji  | 3914        | zatopiony    |
| 19 lutego 1917    | „Quinto”                     | Włochy            | 1796        | zatopiony    |
| 20 lutego 1917    | „Doravore”                   | Norwegia          | 2760        | zatopiony    |
| 22 lutego 1917    | „Adelina”                    | Włochy            | 528         | zatopiony    |
| 22 lutego 1917    | „Ape”                        | Włochy            | 301         | zatopiony    |
| 22 lutego 1917    | „Giovanni P.”                | Włochy            | 105         | zatopiony    |
| 22 lutego 1917    | „Michielino”                 | Włochy            | 20          | zatopiony    |
| 22 lutego 1917    | „San Michele”                | Włochy            | 583         | zatopiony    |
| 22 lutego 1917    | „Vincenzino”                 | Włochy            | 20          | zatopiony    |
| 24 lutego 1917    | „Albina”                     | Włochy            | 187         | zatopiony    |
| 27 lutego 1917    | „Elena M.”                   | Włochy            | 125         | zatopiony    |
| 27 lutego 1917    | „S. Ciro Palmerino”          | Włochy            | 113         | zatopiony    |
| 24 marca 1917     | „Emanuela”                   | Włochy            | 16          | zatopiony    |
| 31 marca 1917     | „Brodness”                   | Wielka Brytania   | 5736        | zatopiony    |
| 1 kwietnia 1917   | „Warren”                     | Wielka Brytania   | 3709        | zatopiony    |
| 2 kwietnia 1917   | „Filicudi”                   | Włochy            | 257         | zatopiony    |
| 3 kwietnia 1917   | „Annunziata A”               | Włochy            | 206         | zatopiony    |
| 3 kwietnia 1917   | „Caterina R.”                | Włochy            | 214         | zatopiony    |
| 3 kwietnia 1917   | „Domenico”                   | Włochy            | 260         | zatopiony    |
| 3 kwietnia 1917   | „Nuova Maria Di Porto Salvo” | Włochy            | 48          | zatopiony    |
| 12 kwietnia 1917  | „Monviso”                    | Włochy            | 4020        | uszkodzony   |
| 13 czerwca 1917   | „St. Andrews”                | Wielka Brytania   | 3613        | zatopiony    |
| 15 czerwca 1917   | „Elvaston”                   | Wielka Brytania   | 4130        | uszkodzony   |
| 15 czerwca 1917   | „Pasha”                      | Wielka Brytania   | 5930        | zatopiony    |
| 15 czerwca 1917   | „Saint Louis V”              | Francja           | 5202        | uszkodzony   |
| 12 lipca 1917     | „Grace”                      | Stany Zjednoczone | 1861        | zatopiony    |
| 15 lipca 1917     | L.B.S. 1011                  | Królestwo Grecji  | 20          | zatopiony    |
| 15 lipca 1917     | L.B.S. 29                    | Królestwo Grecji  | 10          | zatopiony    |
| 15 lipca 1917     | HMS „Redbreast”              | Royal Navy        | 1313        | zatopiony    |
| 16 lipca 1917     | „Firfield”                   | Wielka Brytania   | 4029        | zatopiony    |
| 16 lipca 1917     | nieznany                     | Królestwo Grecji  | 20          | zatopiony    |
| 17 lipca 1917     | HMS „Newmarket”              | Royal Navy        | 833         | zatopiony    |
| 18 lipca 1917     | K.507                        | Królestwo Grecji  | 40          | zatopiony    |
| 28 sierpnia 1917  | „Pasqualino Carmela”         | Włochy            | 61          | zatopiony    |
| 28 sierpnia 1917  | „Scilla”                     | Włochy            | 397         | zatopiony    |
| 29 sierpnia 1917  | „Vronwen”                    | Wielka Brytania   | 5714        | zatopiony    |
| 22 września 1917  | „Garifaglia”                 | Królestwo Grecji  | 430         | zatopiony    |
| 23 września 1917  | „Agios Nicolaos”             | Królestwo Grecji  | 119         | zatopiony    |
| 3 listopada 1917  | „Nefeli”                     | Królestwo Grecji  | 3868        | zatopiony    |
| 7 listopada 1917  | „Villemer”                   | Stany Zjednoczone | 3627        | zatopiony    |
| 11 listopada 1917 | HMS M15                      | Royal Navy        | 540         | zatopiony    |
| 11 listopada 1917 | HMS „Staunch”                | Royal Navy        | 750         | zatopiony    |
| 14 listopada 1917 | „Panormitis”                 | Królestwo Grecji  | 20          | zatopiony    |
| 14 listopada 1917 | „Panaghia”                   | Królestwo Grecji  | 14          | zatopiony    |
| 6 grudnia 1917    | „Tubereuse”                  | Marine nationale  | 183         | zatopiony    |
| 14 grudnia 1917   | „Châteaurenault”             | Marine nationale  | 8018        | zatopiony    |
| RAZEM             | RAZEM                        | zatopione:        | zatopione:  | 46           |
| RAZEM             | RAZEM                        | uszkodzone:       | uszkodzone: | 3            |